# San Luis, Palenque
San Luis är en ort i Mexiko.   Den ligger i kommunen Palenque och delstaten Chiapas, i den sydöstra delen av landet, 900 km öster om huvudstaden Mexico City. San Luis ligger 135 meter över havet och antalet invånare är 269.
Terrängen runt San Luis är varierad. Runt San Luis är det glesbefolkat, med 16 invånare per kvadratkilometer. Närmaste större samhälle är Busiljá, 9,2 km söder om San Luis. I omgivningarna runt San Luis växer i huvudsak städsegrön lövskog.